# Gerhard Janssen
Gerhard Janssen (Kalkar, 26 september 1863 – Düsseldorf, 4 juli 1931) was een Duits kunstschilder. Hij schilderde figuratief werk met een grove toets; vooral genrestukken waaronder grote figuurstukken en landschappen.
Hij werd een keer de Frans Hals des Niederrheins genoemd.
Van september tot november 2013 besteedt de gemeente Kalkar met een tentoonstelling in het Städtisches Museum Kalkar aandacht aan zijn honderdvijftigste geboortejaar.